# Bańska Niżna
Bańska Niżna – wieś w Polsce położona w województwie małopolskim, w powiecie nowotarskim, w gminie Szaflary. Znajduje się na Kotlinie Nowotarskiej i północnych obrzeżach Pogórza Gubałowskiego, po wschodniej stronie rzeki Biały Dunajec. Przez wieś przypływają potoki Mały Rogoźnik i Potok za Groniem.
W latach 1975–1998 miejscowość administracyjnie należała do województwa nowosądeckiego.
Przez miejscowość przechodzi łącząca Kraków z Zakopanem droga krajowa nr 47, będąca częścią zakopianki. W miejscowości jest przystanek kolejowy Bańska Niżna.
Bańska Niżna składa się z następujących przysiółków: Topory, Warwasy, Za Potokiem (dawniej Wójciki), Brzyzek (pozostałość po pierwszej osadzie o nazwie Brzeska Mała), Kantorówka, Migle, Brzeg, Hodówka oraz z głównej części wsi leżącej przy ulicy Papieskiej. Liczba ludności Bańskiej Niżnej wynosi ok. 1000 mieszkańców, w zdecydowanej większości mieszkańcy czują się góralami podhalańskimi, we wsi jest podtrzymywany tradycyjny folklor góralski i gwara podhalańska.

## Ogrzewanie geotermalne
W Bańskiej Niżnej znajduje się jedno z ujęć wód termalnych o wyjątkowo wysokiej w skali Polski temperaturze – Bańska PGP-1 o temperaturze 86 °C i zasobności 550 m³/h, jak również ujęcie Bańska IG-1 o zasobach 120 m³/h i temperaturze 82 °C.
Bańska Niżna jest pierwszą w Polsce wsią ogrzewaną energią geotermalną. W latach 80. prowadzono na jej terenie badania mające na celu wykrycie złóż ropy naftowej, jednak trafiono na ciepłą wodę. W latach 90. prof. Julian Sokołowski wystąpił z projektem ogrzewania sąsiedniego Białego Dunajca, jednak mieszkańcy tej wsi odrzucili ten pomysł. W tej sytuacji analogiczną propozycję złożono społeczności Bańskiej Niżnej, która na nią przystała. W 1993 roku podłączono pierwsze 5 domów, do 1995 ogrzewanie geotermalne objęło większość administracyjnego obszaru wsi.

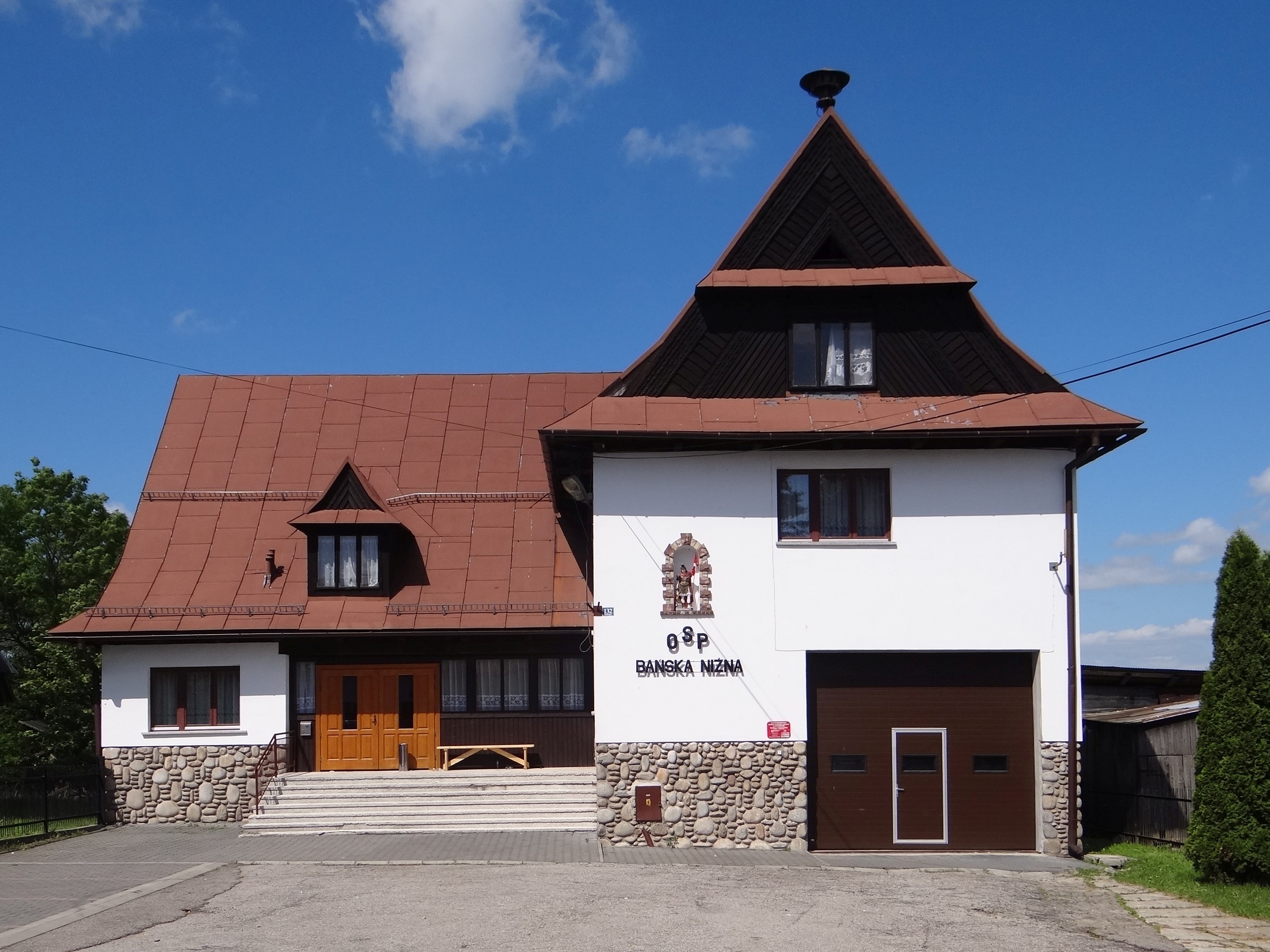
Remiza OSP
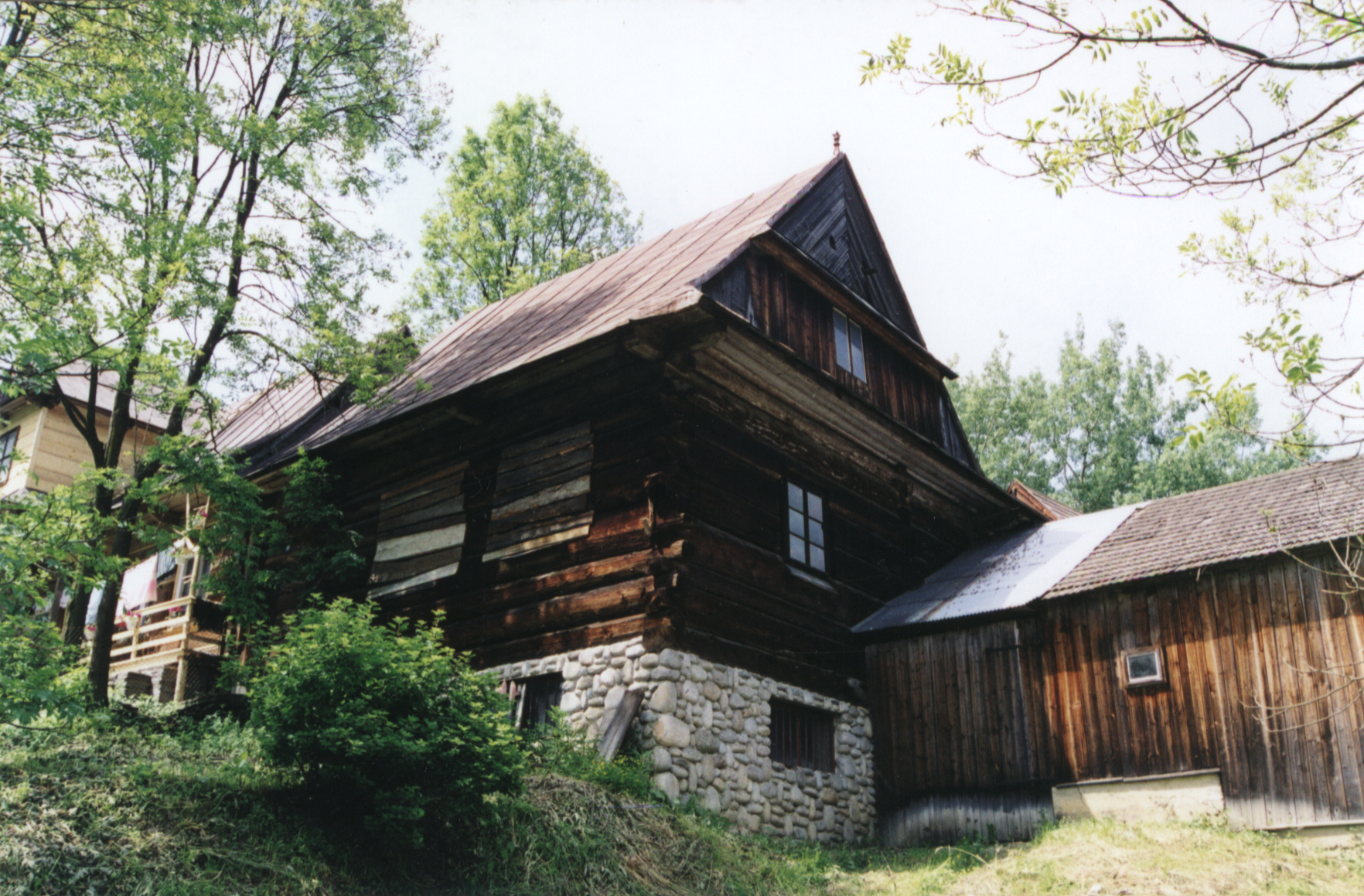
Dom Piotra Kułacha
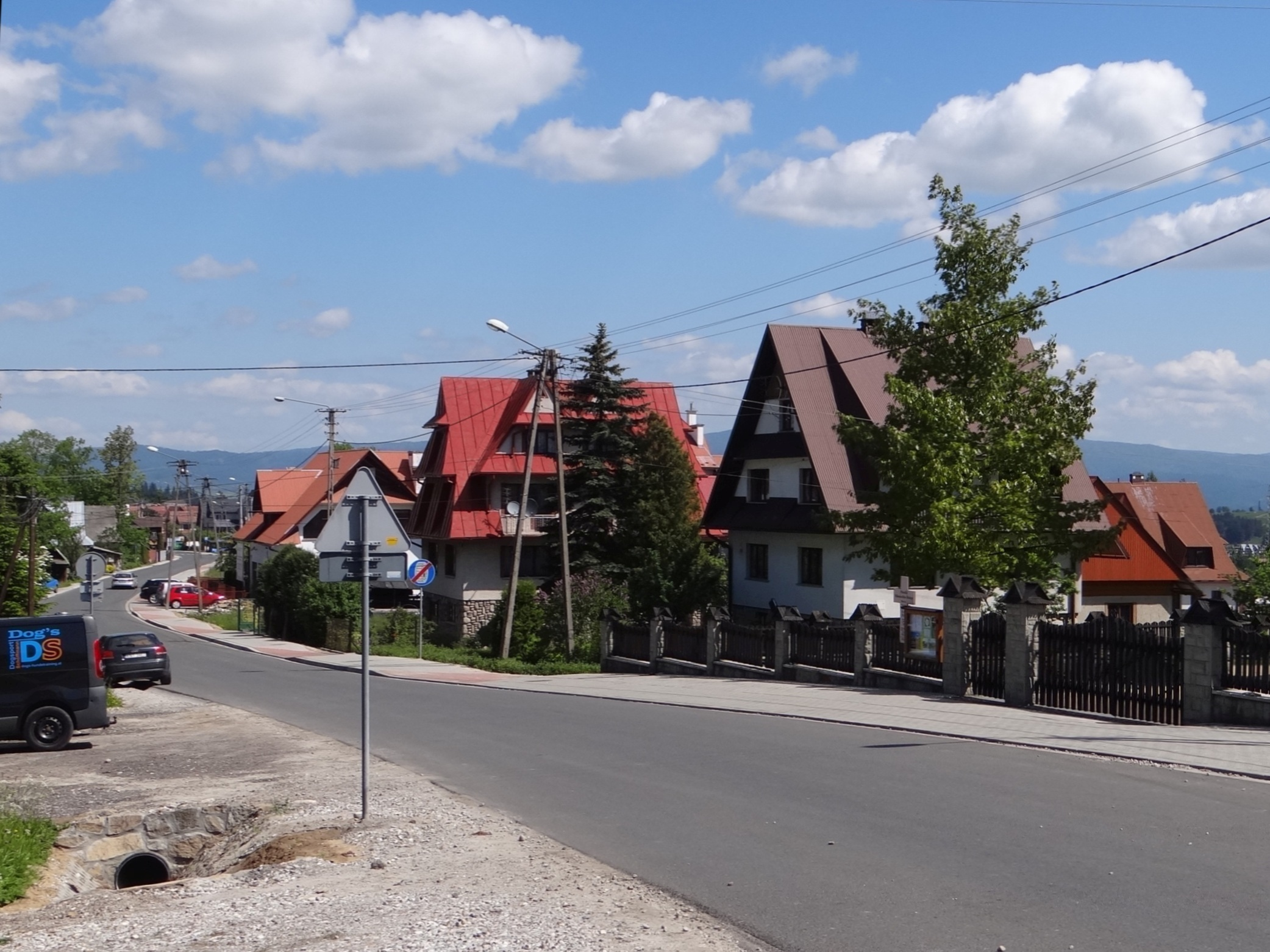
Ulica Papieska